# Micronycteris buriri
Micronycteris buriri és una espècie de ratpenat de la família dels fil·lostòmids. És endèmic de Saint Vincent i les Grenadines.

## Descripció

### Dimensions
És un ratpenat de petites dimensions, amb una llargada total de 66–72 mm, els avantbraços de 36,36–39,47 mm, la cua de 12–18 mm, les potes de 10–13 mm i les orelles de 19–25 mm.

### Aspecte
El pelatge és llarg. El color general del cos varia del marró-grisenc fosc al marró-negrós, amb la base dels pèls blanca. El musell és allargat, la fulla nasal ben desenvolupada, lanceolada i amb la porció anterior soldada al llavi superior només a la base, mentre que al llavi inferior hi ha un coixinet carnós en forma de V. Les orelles són grans, ovalades, cobertes de pèls a la base del marge anterior i unides al cap per una membrana poc desenvolupada amb una cavitat central superficial. El tragus és curt, triangular i amb una petita cavitat a la base del marge posterior. Els peus estan coberts de pèls. La cua és llarga i s'estén fins a aproximadament la meitat de l'ample uropatagi.

## Biologia

### Comportament
Es refugia a l'interior de coves marines.

### Alimentació
S'alimenta d'insectes.

## Distribució i hàbitat
Aquesta espècie és coneguda només a l'illa de Saint Vincent, a les Petites Antilles.
Viu en boscos i plantacions de bananes situades a fins a 646 metres d'altitud.

## Estat de conservació
Com que fou descoberta fa poc, l'estat de conservació d'aquesta espècie encara no ha estat avaluat formalment.